# Petr Korda
Petr Korda, född 23 januari 1968 i Prag, Tjeckien (dåvarande Tjeckoslovakien), är en tjeckisk vänsterhänt tidigare professionell tennisspelare. 

## Tenniskarriären
Petr Korda blev professionell spelare på ATP-touren 1987. Han vann under karriären 10 singel- och 10 dubbeltitlar på touren. Singeltitlarna vann han uteslutande på hard-court eller matta inomhus. Bland singeltitlarna märks segrar i Grand Slam-turneringen Australiska öppna och 1993 i Grand Slam Cup, den senare titeln vann han genom finalseger över Michael Stich (Tyskland) med siffrorna 2-6 6-4 7-6 2-6 11-9. Bland dubbeltitlarna märks också en GS-titel (Australiska öppna). Som bäst Korda på andra plats i singel (februari 1998) och som nummer 10 i dubbel (juni 1990). Han spelade in US$10 448 900 i prispengar.
Sin första två ATP-titlar i singel vann Korda 1991 och den sista 1998 (Doha). Han besegrade i finalerna bland andra spelare som Goran Ivanišević, Arnaud Boetsch, Ivan Lendl och Richard Krajicek. Han nådde finalen i Australiska öppna 1998. Han mötte där chilenaren Marcelo Ríos som han besegrade med 6-2, 6-2, 6-2. Korda deltog i ytterligare 17 singelfinaler perioden 1989-97, däribland Franska öppna 1992 som han förlorade mot amerikanen Jim Courier (5-7, 2-6, 1-6).
Korda hade även stora framgångar som dubbelspelare med olika partners. Bland de 10 titlarna som han vann perioden 1988-96 märks Australiska öppna 1996 tillsammans med svensken Stefan Edberg. 
Korda deltog årligen i det tjeckoslovakiska/tjeckiska Davis Cup-laget 1988-97. Han spelade totalt 42 matcher och vann 29 av dem.  

## Spelaren och personen
På sommaren 1998, när han stod på höjden av sin karriär och nära att rankas som nummer ett, testade Korda positivt i urin för dopingpreparatet nandrolon i samband med en match i Wimbledonmästerskapen. Han suspenderades på ett år, men valde att avsluta sin karriär och återvände aldrig till touren. Han har senare deltagit i spel på seniortouren.
Korda gifte sig 1992 med Regina Rajchrtova, professionell spelare på WTA-touren. Paret har två döttrar, födda 1993 och 1998, samt en son, född 2000. Döttrarna, Jessica och Nelly, är framgångsrika golfspelare, medan sonen Sebastian är tennisspelare.

## Grand Slam-finaler, singel (2)

### Titlar (1)
| År   | Mästerskap        | Finalmotståndare | Setsiffror    |
| 1998 | Australiska öppna | Marcelo Ríos     | 6-2, 6-2, 6-2 |

### Finalförluster (1)
| År   | Mästerskap    | Finalmotståndare | Setsiffror    |
| 1992 | Franska öppna | Jim Courier      | 7-5, 6-2, 6-1 |

## Övriga Grand Slam-titlar
- Australiska öppna
  - Dubbel - 1996 (med Stefan Edberg)

## Övriga titlar
- Singel
  - 1991 - New Haven, Berlin
  - 1992 - Washington, Long Island, Vienna
  - 1993 - Grand Slam Cup
  - 1996 - Doha
  - 1997 - Stuttgart Inomhus
  - 1998 - Doha